# Pipit de Sokoke
Anthus sokokensis
Espèce
Statut de conservation UICN

 EN  : En danger
Le pipit de Sokoke (Anthus sokokensis) est une espèce d'oiseaux de la famille des Motacillidae.
On le trouve au Kenya et en Tanzanie.
Son habitat est celui des forêts humides tropicales ou subtropicales de basse altitude.
Il est menacé par la régression de cet habitat. 
Il est richement coloré dans sa partie supérieure, possède d'importantes barres alaires claires et une poitrine largement striée.